# 1947年逝世人物列表
1947年逝世人物列表：1月 - 2月 - 3月 - 4月 - 5月 - 6月 - 7月 - 8月 - 9月 - 10月 - 11月 - 12月
下面是1947年逝世的知名人士列表。

## 1月

### 2日
- 赫克托·門羅·查德威克，英國語言學家

### 3日
- 阿爾·赫爾平，法國出生的美國失眠症患者，“從不睡覺的人”

### 5日
- 永野修身，日本海軍上將

### 7日
- 海倫·里奇，美國飛行員，第一位被美國商業航空公司聘為飛行員的女性

### 8日
- 塔德烏什·庫特熱巴，波蘭將軍

### 9日
- 赫爾曼·賓，德國演員
- 卡爾·曼海姆，匈牙利社會學家
- 保羅·多爾蒂，美國海洋畫家

### 10日
- 亞瑟·安徒生，美國會計師
- 漢斯·薩克斯，奧地利精神分析學家
- 奧古斯特·布洛姆，丹麥電影導演和製片人

### 11日
- 伊娃·坦圭，加拿大出生的雜耍表演者[1]

### 12日
- 茲登科·布拉熱科維奇，南斯拉夫政治家
- 儒利奧·阿夫蘭尼奧·佩索托，巴西醫生、作家、政治家和歷史學家
- 羅莎·史密斯·艾根曼，美國魚類學家

### 13日
- 西斯托·瑪麗亞·杜蘭·卡德納斯，厄瓜多鋼琴家、作曲家和律師
- 伊尼亞齊奧·盧波，義大利出生的美國黑幫

### 14日
- 比尔·休伊特，美式橄欖球運動員（芝加哥熊隊），職業橄欖球名人堂成員
- 伊莉莎白·肖特，美國謀殺案受害者

### 17日
- 赫里霍里·霍米辛，烏克蘭羅馬天主教主教、殉道者和祝福者

### 18日
- 瑪麗亞·喬瓦娜·法斯，義大利羅馬天主教，自稱奧古斯丁修女和祝福

### 19日
- 曼努埃爾·馬查多，西班牙詩人

### 20日
- 喬什·吉布森，非裔美國棒球運動員，美國職業棒球大聯盟名人堂成員
- 安德魯·沃爾斯泰德，美國政治家

### 22日
- 薇薇安·海伍德·艾略特，英國作家

### 23日
- 皮埃爾·博納爾，法國畫家
- 羅伊·蓋格，美國將軍

### 24日
- 奧古斯特·梅什納，奧地利出生的黨衛軍軍官（被處決）

### 25日
- 艾尔·卡彭（Al Capone），美國黑手党首领。

### 26日
- 格蕾絲·摩爾，美國歌劇演唱家、女演員[2]
- 古斯塔夫·阿道夫亲王，西博滕公爵[2]
- Gerrit Johannes Geysendorffer，荷蘭航空先驅

### 27日
- 瓦西裡·巴拉巴諾夫，蘇聯行政長官，俄羅斯帝國省長
- 埃利亞斯·阿布·沙巴基，黎巴嫩作家、詩人、編輯、翻譯家和文學評論家

### 28日
- 雷纳尔多·哈恩，委內瑞拉出生的法國作曲家

### 30日
- 弗雷德里克·布莱克曼，英國植物生理學家

## 2月

### 2日
- 安迪·阿卜杜拉·鮑·馬塞佩（Andi Abdullah Bau Massepe），在民族革命期間發動襲擊的印尼武吉士貴族

### 3日
- 佩塔尔·日夫科维奇，南斯拉夫政治家，南斯拉夫第11任總理

### 4日
- 路易吉·鲁索洛，義大利畫家、作曲家
- 瑪格麗特·卡梅隆（Margaret Cameron），美國音樂家和作家

### 5日
- 漢斯·法拉達，德國作家

### 6日
- O·馬克斯·加德納，北卡羅來納州州長
- 路易吉·鲁索洛，義大利未來主義畫家、作曲家
- 奧利弗·馬克斯·加德納，美國政治家

### 8日
- 約瑟芬·巴基塔，義大利聖人和前奴隸

### 11日
- 馬丁·克萊因，愛沙尼亞摔跤手

### 12日
- 库尔特·扎德克·勒温，德國出生的美國心理學家
- 西德尼·托勒，美國演員

### 13日
- 杜安·比森，美國戰鬥機飛行員和二戰中的飛行王牌

### 14日
- 塞萊斯蒂娜·博寧塞尼亞，義大利女高音

### 15日
- 穆斯塔法·阿卜杜勒-拉澤克，埃及伊斯蘭哲學家

### 16日
- 佩德羅·德·雷皮德·加列戈斯，西班牙記者、作家
- 伯莎·施瓦茨，德國女高音

### 18日
- 瓦倫蒂娜·德米特裡耶娃，蘇聯作家、教師和醫生
- 約阿希姆·恩斯特，安哈爾特公爵

### 19日
- 詹姆斯·巴格利，美國航空攝影師、地形工程師和發明家

### 20日
- 亨利·赫伯特，英國演員

### 22日
- 約瑟夫·庫拉斯，入侵波蘭期間波蘭軍隊中尉，Armia Krajowa 和Bataliony Chłopskie的成員

### 23日
- 哈基姆·哈比布爾·拉赫曼，印度醫生、作家、記者和政治家

### 24日
- 血脇守之助，日本牙醫
- 皮埃尔·让内，法國心理學家

### 26日
- 安東尼諾·達加塔，義大利政治家
- 海因里希·哈柏林，瑞士政治家，聯邦委員會主席[3]
- 本·韋伯斯特，英國出生的美國演員

### 27日
- 海因里希·哈柏林，瑞士聯邦委員

## 3月

### 2日
- 沃特利·卡靈頓，英國超心理學家
- 斯坦霍普·福布斯（Stanhope Forbes），英國藝術家，紐林學派的創始成員

### 5日
- 阿尔弗雷多·卡塞拉，義大利作曲家

### 9日
- 凱莉·查普曼·卡特，美國選舉權領袖
- 賈韋昌德·梅加尼，印度詩人、作家
- Evripidis Bakirtzis，希臘陸軍軍官和希臘政治家

### 11日
- 维克多·拉斯提格，奧地利出生的騙子
- 威廉·海耶，德國將軍

### 12日
- 沃爾特·撒母耳·古德蘭，威斯康星州州長

### 13日
- 安吉拉·巴西，英國作家

### 15日
- 讓-理查·布洛赫，法國評論家、小說家和劇作家

### 17日
- 释太虚，中國佛教活動家

### 18日
- 威廉·杜兰特，美國汽車先驅

### 19日
- 詹姆斯·吉爾摩，美國商人和棒球主管[4]
- 普魯登斯·赫沃德，加拿大畫家

### 20日
- 維克多·戈德施密特，瑞士地球化學家

### 21日
- 荷馬·盧斯克·科利爾，美國隱士兄弟（科利爾兄弟）

### 23日
- 奧地利-托斯卡納的路易絲，薩克森王國的王儲妃和奧地利帝國的女大公。
- 斐迪南德·澤卡，法國演員、製片人、導演和編劇

### 25日
- 陳澄波，台灣畫家，二二八事件受難者。

### 28日
- 約翰尼·埃弗斯，美國棒球運動員（芝加哥小熊隊），美國職業棒球大聯盟名人堂成員
- 卡罗尔·希维尔切夫斯基，波蘭軍事領導人

### 29日
- 曼努埃爾·德·阿達利德·加梅羅，宏都拉斯作曲家

## 4月

### 1日
- 喬治二世，希腊国王。

### 5日
- 佩特羅·特拉德，黎巴嫩律師、政治家、黎巴嫩第14任總理和黎巴嫩第5任總統

### 6日
- 赫伯特·巴克，德國納粹將軍

### 7日
- 亨利·福特，美國實業家，汽車製造商
- 卡利姆諾斯的新薩瓦斯，希臘東正教牧師和聖人

### 8日
- 蘭利·科利爾，美國隱士兄弟

### 9日
- 威廉·福登，美國作曲家

### 10日
- 查理斯·巴厘，瑞士語言學家
- 約翰·因斯，美國演員
- 歐內斯特·弗拉格，美國建築師

### 12日
- 符騰堡公爵羅伯特

### 13日
- 讓·沙薩涅，法國潛艇艇員、飛行員和賽車手

### 14日
- 阿尤布·塔貝特，黎巴嫩第六任總理
- 薩爾瓦多·托斯卡諾，墨西哥導演、製片人和電影製片人
- 呂西安·博托瓦索阿（Lucien Botovasoa），馬達加斯加天主教教師，世俗方濟各會成員
- 約瑟夫·布魯默，匈牙利出生的藝術品轉銷商和收藏家

### 15日
- 格奧爾格·弗里德裡奇，德國民族學家

### 16日
- Guido Donegani，義大利工程師、商人和政治家
- 鲁道夫·霍斯，奧斯威辛集中營的德國指揮官（被處決）

### 17日
- 伊佐·格裡克，美國音樂家

### 18日
- 約瑟夫·蒂索，斯洛伐克政治家、羅馬天主教神父、斯洛伐克第一任總理和斯洛伐克總統

### 20日
- 丹麥國王克里斯蒂安十世

### 21日
- 海托爾·達席爾瓦·科斯塔，巴西工程師、設計師和建造師

### 23日
- 久拉·卡羅伊，匈牙利政治家，匈牙利第29任總理

### 24日
- 薇拉·凯瑟，美國小說家

### 25日
- 何塞·瑪麗亞·雷納·安德拉德，瓜地馬拉代理總統
- 安娜·庫姆佩納，奧匈帝國

### 26日
- 弗朗切斯科·保羅·菲諾基亞羅，義大利畫家
- 谷寿夫，日本將軍和戰犯（被處決）

### 29日
- Gheorghie Ciuhandu，羅馬尼亞東正教牧師、神學家、歷史學家和宣導者
- 歐文·費舍爾，美國經濟學家
- 卡雷爾·庫爾達，捷克士兵和傘兵

### 30日
- 弗朗西斯科·坎博，安道爾政治家
- 阿爾姆羅斯·賴特爵士，英國細菌學家和免疫學家

## 5月

### 8日
- 哈裡·戈登·塞爾弗里奇，美國百貨公司大亨

### 11日
- 弗雷德里克·古迪，美國印刷商、藝術家和字體設計師

### 13日
- 蘇坎塔·巴塔查里亞，孟加拉詩人

### 15日
- 米格爾·阿瓦迪亞·門德斯，哥倫比亞政治家，哥倫比亞第12任總統

### 16日
- 弗雷德里克·高蘭·霍普金斯，英國生物化學家，諾貝爾生理學或醫學獎獲得者
- 卡勒·哈卡拉，芬蘭政治家[5]
- 邁克爾·約瑟夫·柯利，美國羅馬天主教主教和牧師
- 張靈甫，中國國民革命軍將領

### 17日
- 喬治·福布斯，紐西蘭第22任總理

### 18日
- 露西爾·格裡森，美國女演員

### 20日
- 菲利普·莱纳德，奧地利物理學家，諾貝爾獎獲得者

### 23日
- 查尔斯-费迪南德·拉穆兹，瑞士作家
- 赫爾曼·格爾茨（Hermann Görtz），二戰前和二戰期間在英國和愛爾蘭的德國間諜（自殺）

### 25日
- Rupert Bunny，澳大利亞畫家

### 27日
- 埃文斯·卡尔逊，美國海軍陸戰隊將軍

### 28日
- 奧古斯特·艾格魯伯，納粹戰犯（被處決）

### 29日
- 法蘭茨·伯姆，德國將軍（自殺）

### 30日
- 喬治·路德維希·馮·特拉普，奧地利水手，馮·特拉普家族的族長，音樂之聲的成名者

### 31日
- 阿德里安·艾姆斯，美國女演員

## 6月

### 5日
- 梅維斯·泰特，英國政治家和英國婦女權利活動家
- 卡羅爾·博赫達諾維奇，波蘭地質學家

### 6日
- S. H. Dudley，美國城市歌手
- 瓦迪斯瓦夫·拉奇凯维奇，波蘭政治家、律師、外交官和波蘭第五任總統
- 何塞·馬克斯·達席爾瓦，葡萄牙建築師
- 詹姆斯·阿瑪特，英國日記作家和戲劇評論家

### 8日
- 塞爾登·康納·吉爾，美國畫家

### 9日
- 奧古斯托·賈科梅蒂，義大利畫家
- J. Warren Kerrigan，美國演員
- 喬治·阿姆斯壯，加拿大商人和政治家
- 雷金納德·培根，皇家海軍軍官

### 11日
- 理查·霍尼希斯瓦爾德，匈牙利出生的美國哲學家

### 14日
- 阿爾伯特·馬凱，法國畫家

### 17日
- 麥克斯韋·珀金斯，美國文學編輯

### 18日
- 阿爾弗雷德·艾倫，美國演員
- 理查·庫珀，英國演員
- 酒井原繁松，日本海軍少將，被判戰犯（處決）
- 約翰·亨利·派特隆，英裔愛爾蘭士兵、獵人和作家

### 19日
- 日本海軍上將阿部孝壮，被判戰犯（處決）

### 20日
- 巴格西·西格爾，美國黑幫（被暗殺）

### 24日
- 巴托洛梅·帕加諾，義大利演員

### 26日
- 理查德·贝德福德·贝内特，加拿大第11任總理

### 28日
- 法蘭西斯科·明欽斯基，波蘭建築師

## 7月

### 7日
- 何塞·路易斯·塔馬約，厄瓜多第20任總統
- 布蘭福德·克拉克（Branford Clarke），福音派傳教士、詩人和藝術家，曾推廣三K黨
- 簡·科布登，英國政治家和女權主義者

### 12日
- 吉米·倫斯福德，美國爵士音樂家

### 13日
- 沃里克·阿姆斯壯，澳大利亞板球運動員

### 15日
- 沃爾特·唐納森，美國詞曲作者
- 布蘭登·赫斯特，美國舞臺，銀幕老手
- 亨利·科爾克，美國演員[6]

### 17日
- 拉乌尔·瓦伦贝格，瑞典外交官，人道主義者（推定死於這一天）
- 西索瓦·尤德冯，柬埔寨第四任首相

### 18日
- 林文雄，日本醫生

### 19日
- 昂山，緬甸民族主義者（遇刺）

### 21日
- 族長優素福六世伊曼紐爾二世湯瑪斯

### 23日
- 愛麗絲·費舍爾，美國女演員
- 安赫爾·羅福，阿根廷醫生

### 25日
- 凱薩琳·斯科特，英國雕塑家，探險家羅伯特·法爾肯·斯科特船長的妻子

### 26日
- 塞普勒斯大主教萊昂蒂奧斯

### 29日
- 利奧·斯坦因，美國藝術收藏家、評論家
- 喬治·鮑斯萬，美國棒球運動員、裁判員

### 30日
- 約瑟夫·庫克，澳大利亞第六任總理
- 費迪爾·克雷切夫斯基，烏克蘭畫家

## 8月

### 日期不詳
- 特蕾莎·馬格巴努阿，菲律賓將軍

### 3日
- 何塞·帕爾多-巴雷達，秘魯政治家，秘魯第51任總理和2屆秘魯總統
- 維克·威利斯，美國棒球運動員（波士頓勇士隊），美國職業棒球大聯盟名人堂成員

### 7日
- 安东·伊万诺维奇·邓尼金，俄羅斯軍事領導人

### 9日
- 卡洛·羅曼內利，義大利雕塑家

### 10日
- 安東尼奧·西奧蒂諾，馬爾他雕塑家

### 15日
- 克勞迪奧·格蘭佐托，義大利羅馬天主教宗教人士

### 17日
- 尤金王子，瑞典近現代著名畫家，藝術家

### 19日
- 厄爾·富勒，美國樂隊指揮、作曲家和樂器演奏家

### 20日
- 弗朗茨·庫蒙，比利時考古學家、歷史學家
- 詹姆斯·哈伯德，美國將軍

### 21日
- 埃托雷·布加蒂，義大利汽車設計師，布加迪創始人[7]
- 西奧多·比爾博（Theodore G. Bilbo），美國政治家

### 22日
- 耶茲迪米爾·丹吉奇，二戰期間南斯拉夫塞族切特尼克指揮官

### 23日
- 哈斯米克，蘇聯女演員

### 29日
- 馬諾萊特，西班牙鬥牛士
- 中村孝太郎，日本帝國陸軍上將

## 9月

### 1日
- 弗雷德里克·羅素·伯納姆，美國童子軍，國際童軍運動之父

### 8日
- 维克多·奥塔，比利時新藝術運動建築師

### 9日
- 阿南達·庫馬拉斯瓦米，出生於錫蘭的美國哲學家

### 10日
- 安達二十三，日本將軍（自殺）

### 11日
- 羅伯特·李·布拉德，美國將軍
- 愛麗絲·凱佩爾，愛德華七世的情婦

### 12日
- 续范亭，曾任中華民國国民军军政学校校长，死後被追认为中国共产党正式党员。

### 20日
- 菲奥雷洛·亨利·拉瓜迪亚，紐約市長
- 詹蒂娜·塔梅斯，荷蘭植物生物學家

### 21日
- 哈裡·凱里，美國電影演員
- 瓦西裡·格拉戈列夫，蘇聯將軍

### 26日
- 休·洛夫廷，英國出生的作家

### 27日
- 路易吉·巴拉西納，耶路撒冷牧首

## 10月

### 1日
- 奧利弗·博登，美國女演員
- 格雷戈里奧·馬丁內斯·塞拉，西班牙作家、詩人、劇作家和導演

### 2日
- PD烏斯賓斯基，蘇聯數學家

### 3日
- 歐內斯特·里鮑，美國政治家
- Traian Brăileanu，奧匈帝國出生的羅馬尼亞社會學家和政治家

### 4日
- 马克斯·普朗克，德國物理學家，諾貝爾獎獲得者

### 6日
- 莱维·马代托亚，芬蘭作曲家

### 7日
- Arshak Fetvadjian，亞美尼亞藝術家、畫家和設計師

### 10日
- 喬·莫拉，烏拉圭出生的美國漫畫家

### 12日
- 詹姆斯·法利，美國演員
- 伊恩·汉密尔顿，英國將軍

### 13日
- 第一代帕斯菲爾德男爵悉尼·韋伯，英國經濟學家、社會改革家

### 15日
- 奧斯蒙德·布洛克，英國皇家海軍軍官

### 16日
- 安娜·埃克斯坦，德國和平活動家

### 17日
- 約翰·哈利迪，美國演員

### 18日
- 哈裡·布蘭得利，美國演員
- 馬西莫·泰爾扎諾，義大利電影攝影師
- 蓋伊·吉布森，英國女演員和謀殺案受害者

### 20日
- 阿爾伯特·霍華德，英國植物學家和有機農業先驅

### 23日
- 卡爾·謝爾頓，美國黑幫老大
- 馬丁·菲比格，德國空軍將軍，被判犯有戰爭罪

### 24日
- 达德利·迪格斯，愛爾蘭演員

### 27日
- 瑪麗亞·特雷薩利娜·桑切斯，西班牙方濟各會修女、傳教士和殉道者

### 29日
- 弗朗西斯·克利夫兰，美國第一夫人

### 30日
- 約翰·約瑟夫·坎特威爾，愛爾蘭出生的美國天主教會主教

## 11月

### 1日
- 奧斯卡·卡斯特羅·祖尼加，智利作家和詩人

### 3日
- 約翰·吉伯特·溫南特，美國外交官和政治家
- A. C. Cuza，羅馬尼亞政治家和經濟學家

### 7日
- 桑多爾·加爾拜，匈牙利總理[8]
- 威廉·歐內斯特·庫克，澳大利亞天文學家

### 8日
- 馬里亞諾·本利烏爾，西班牙雕塑家
- 康斯坦丁·森特斯庫，羅馬尼亞將軍、政治家和羅馬尼亞第44任總理[9]

### 14日
- Verena Conzett，瑞士雜誌出版商、勞工和婦女權利活動家

### 15日
- 愛德華·裡特·馮·施萊希，德國戰鬥機王牌，空軍上將

### 16日
- 朱塞佩·沃爾庇，義大利商人、政治家

### 17日
- 約薩法特·科齊洛夫斯基，烏克蘭羅馬天主教主教、殉道者和祝福者

### 20日
- 格奧爾格·科爾貝，德國雕塑家
- 沃爾夫岡·博徹特，德國作家和劇作家

### 26日
- 厄尼·亞當斯，美國演員[10]

### 28日
- W.E.勞倫斯，美國演員
- 菲力浦·勒克雷爾·德·奧特克洛克，法國將軍

### 30日
- 恩斯特·盧比奇，德國電影導演

## 12月

### 1日
- 阿萊斯特·克勞利，英國神秘學家
- 戈弗雷·哈罗德·哈代，英國數學家
- 約翰·弗雷澤爵士，英國外科醫生和教授

### 2日
- 法蘭茨·澤弗·施瓦茨，德國納粹政治家（被處決）

### 3日
- 海因里希·赫奇，德國醫生、微生物學家

### 4日
- 瑪格麗特·巴特勒，紐西蘭雕塑家
- 沃爾特·沃克，美國演員

### 6日
- 醍醐忠重，日本海軍上將（被處決）

### 7日
- 特裡斯坦·伯納德，法國作家、律師
- 尼古拉斯·默里·巴特勒，美國哥倫比亞大學校長，諾貝爾和平獎獲得者
- 第一代克羅夫特男爵亨利·佩奇·克羅夫特，英國政治家

### 9日
- 約翰·F·凱利，美國演員

### 10日
- 皮埃爾·佩蒂特·德·朱勒維爾，法國羅馬天主教神父、主教和傑出人物

### 12日
- 胡達·沙拉維，埃及女權主義者

### 13日
- 尼古拉斯·洛里奇，俄羅斯畫家
- 胡安·包蒂斯塔·巴爾加斯·阿雷奧拉，墨西哥革命期間的墨西哥將軍

### 14日
- 斯坦利·鲍德温，英國保守黨政治家，3次英國首相
- 愛德華·希金斯，救世軍將軍

### 15日
- 亞瑟·梅亨，英國作家[11]

### 16日
- 沃爾特·迪烏，英國大都會員警

### 17日
- 約翰內斯·尼古拉斯·布倫斯特德，丹麥化學家
- 克裡斯托斯·齊吉里迪斯，希臘工程師
- 伯納德·斯皮爾斯伯里，英國病理學家

### 20日
- 老貝尼格諾·阿基諾，菲律賓政治家
- 路易吉·基亞雷利，義大利劇作家

### 23日
- 齊亞丁·艾哈邁德，印度教育家和政治家

### 25日
- 加斯帕爾·培根，馬薩諸塞州副州長

### 27日
- 约翰内斯·温克勒，德國火箭先驅

### 28日
- 義大利國王维托里奥·埃马努埃莱三世

### 30日
- 漢·范米格倫，荷蘭畫家、偽造師
- 阿爾弗雷德·諾思·懷特黑德，英國數學家、哲學家

### 31日
- 路易絲·博德，加拿大女演員、歌手和舞蹈家

### 日期不詳
- 阿尤布·塔貝特，黎巴嫩第六任總理
- 瑪麗埃特·萊斯利·科頓，美國藝術家
- 喬治·法蘭西斯·大衛斯（George Francis Davis），紐西蘭出生的澳大利亞實業家
- 古斯塔夫·埃裡克森，芬蘭船東
- Mari Gerekmezyan，土耳其最早的女性雕塑家之一，也是第一位亞美尼亞女性雕塑家